# قائمة البنوك في ألبانيا
هذه قائمة البنوك العاملة في جمهورية ألبانيا . 

## البنوك المركزية
| اسم         | أنشئت         | محافظ حاكم | رأس المال   | موقع الكتروني     |
| ----------- | ------------- | ---------- | ----------- | ----------------- |
| بنك ألبانيا | 2 سبتمبر 1925 | جنت سيكو   | وصلة=\|حدود | bankofalbania.org |

## بنوك تجارية
| اسم                              | موقع الكتروني                                                           |
| -------------------------------- | ----------------------------------------------------------------------- |
| مصرف ألفا (ألبانيا)              | alphabank.al نسخة محفوظة 22 مارس 2015 على موقع واي باك مشين.            |
| البنك الأمريكي للاستثمارات (ABI) | أبي. al                                                                 |
| بي كيه تي                        | bkt.com.al                                                              |
| بنك كريدنس (CB)                  | bankacredins.com                                                        |
| بنك ألبانيا الائتماني (CBA)      | creditbankofalbania.al نسخة محفوظة 15 يونيو 2012 على موقع واي باك مشين. |
| بنك الاستثمار الأول (FIB)        | fibank.al                                                               |
| البنك التجاري الدولي (ICB)       | icbank-albania.com                                                      |
| مصرف انتسيا سان باولو(ألبانيا)   | intesasanpaolobank.al                                                   |
| بنك NBG                          | nbg.gr                                                                  |
| برو كريدت بنك                    | procreditbank.com.al                                                    |
| بنك رايفسين (ألبانيا)            | raiffeisen.al                                                           |
| سوسيتيه جنرال ألبانيا (SGAL)     | societegenerale.al                                                      |
| بنك تيرانا                       | tiranabank.al                                                           |
| بنك الاتحاد (ألبانيا)            | unionbank.al                                                            |
| بنك ألبانيا المتحد               | uba.com.al                                                              |
| إنتينسا سانباولو ألبانيا         | venetobanka.al                                                          |